# Црква Вазнесења Господњег (Љуботин)
Црква Вазнесења Господњег је најстарији парохијски храм Песочинског деканата Харковске епархије Украјинске православне цркве у Љуботину, Харковска област. Ова црква освећена у име Вазнесења Господњег (Спасовдана), данас је позната у Украјини и иностранству због јединственог система зидне конструкције, у којој су постављени посебни простори, који стварају у цркви током верске службе одличну акустику.

## Назив
Црква Вазнесења Господњег је назван по хришћанском празнику Спасовдану или Вазнесењу Господем (Христовом), који се слави у 40. дан након Васкрса.  По хришћанском веровању, васкресењем Господ је показао да је јачи од смрти и 40. дана од васкрсења његови су се ученици налазили за трпезом.

## Положај и статус
Храм Вазнесења Господњег се налази у граду Љуботину на рекама Љуботинка и Мерефа у западном делу Харковске области на удаљености од 24 км од Харкова, главног града  Украјине.
Црква опслужује вернике највећег насеље у Харковској области по броју становника, у коме  је према процени из 2012.  живело 21.868 становника.
У граду постоје три православне цркве: црква Вазнесења Господње у Старом Љуботину, црква у Гијевки (почетак 19. века) и црква Николаја Мирликијског код железничке станице (почетак 2000-их).
Црква је прво била у саставу Руске државе (1657-1721), затим   Руског царства (1721-1917),   Републике Русије (1917), Украјинска Народна Република (1917-1919),  Украјинска Совјетска Социјалистичка Република (1919-1922),   СССР (1922-1991) и на крају  Украјине (од 1991).

## Историја
Према „Историјско-статистичком опису Харковске епархије“ архиепископа харковског и Ахтирског Филарета (Гумилевског), прва црква у насељу Љуботин, подигнут је 1650-их година.
Године 1708. године у цркви се зауставила верска процесија са чудотворном сликом Каплуновске иконе Богородице, на путу за Харков, коју је поред верника сачекао и цар Петар I Алексејевич Романов или Петар Велики (рус. Пётр I Алексеевич или Пётр Великий). Наредне 1709. године Током руско-шведског рата, на путу од Азова до Полтаве на дан Вазнесења Господњег, цар Петар I поноово је посетиоје цркву у Љуботину, где се молио пред битку са Швеђанима.
Прве писане референце о Љуботинској цркви налазе се у записима Курјажског манастира 1696. године и 1716. године, а према попису из 1724. „са њом су приказана 233 парохијана подворја“ (842 мушкарца и 760 жена). Свештеник је у то време био Симеон Литкевич.
Године 1725. почела је метрика Пјатницке Љуботинске цркве, освећене у име Параскеве Пјатнице.
Око 1741. године, на основу записа судије Харковског слободног козачког пука Александра Черноглазова, који је живео у Љуботину, изградњу нове цркве Пјатницки датира из 1741. године. Како је храм убрзо изгорео, око 1750. године подигнута је нова црква, такође од дрвета, која је заменила изгорелу. По завршетку изградње уручен је антимензион са потписом Епископа белгородског и обојанског Јоасафа (Горленка): 
„У цркву Свете Параскеве у с. Лиуботино.
У периоду од 1768. до 1775. године, свештенство сеоских парохија Слобожаншчине , укључујући и Љуботинску цркву, добило је земљу. 
Од  1789. године у храму се воде парохијске матичне књиге (о рођењу, крштењу, венчању, смрти).
Број парохијана, скраја 18. и спочетка 19. века износио је: 
- 1770. године - 2.549 људи (1.323 мушкарца и 1.226 жена);
- 1790. године - 3.004 људи (1.508 мушкараца и 1.496 жена);
- 1800. године - 3.210 људи (1.600 мушкараца и 1.610 жена); 1.830. године – 4.241 особа (2.068 мушкараца и 2.173 жена).
- 1830. године - 4.241 људи (2.068 мушкараца и 2.173 жена).

Због пораста становништва у парохији 17. фебруара 1805. године, изграђена је нова камена црква у част Великомученице Параскеве. У то време, црквено особље се састојало од два свештеника (К. Залесски, Ф. Литински), ђакона и два часника. Изградња је завршена 18. септембра 1811. године, а храм је у част великомученице Параскеве освештао први епископ Слободанско-украјински и Харковски Христофор Сулима.
Нови иконостас у ноовоизграђеној цркви подигнуте је 1836. године, а исте године на захтев ктитора иконостас је освећен у част Вазнесења Господњег.
Године 1820. настојатељ храма је био свештеник Степан Јевецки, који је у храму примио цар Петар I Алексејевич Романов, који је те године пролазио кроз Љуботин.
По завршетку литургије, цар је био на освећењу воде код бунара, код цркве, у дворишту властелина Петровског. После водоосвећења, Владар је столовао у стану припремљеном у близини цркве. Свештеницима је дао 1.000 рубаља у новчаницама и исто толико сељаку домаћину за окрепу.
У знак сећања на посету суверена, захвални становници Љуботина су 1851. године направили под стаклом велику позлаћену бронзану таблу, пристојног оквира, и поставили је у цркви. Текст на табли је следеће садржине: 
У знак благодарног сећања да се у овом храму једном узнео молитва свевишњег помазаника Божијег, Преблагочестивог Суверена Цара Александра И Блаженог. 
цар Петар I Алексејевич Романов.
Иако, спомен-плоча до данас није сачувана, ову Високу посету Љуботинчани никада неће заборавити и причу о њој пренесиће потомству.  
Године 1843. Григориј Томашевски је постављен за свештеника Вазнесењске цркве, а 
1846. године при цркви је отворена прва школа у граду Љуботину, 20 година касније земска народна школа, 20-их година 20. века, седмогодишња железничка школа (данас гимназија бр. 5).
Око црквене порте 1858. године подигнута је зидана ограда, а у порти 1866. године звоник. Те године црква је почела да прима и до 5.000 људи.
Године 1875. обрадиве црквене земље биле су 35 јутара и 32 квадратна педља.
Године 1881. изашла је књига свештеника Григорија Томашевског „Духовна пећина, или Учење о хришћанском животу“.
Године 1904. цркви су додељене фарме: Березови, Медвезхиј, Залесни, Јаловенков, Ревченко, Богданов, Нестеренков, Јемељанов, Водјаној, Безечетов, Коваленков. Љуботинска општина имала је те године два свештеника (А. Титов, И. Стефанов), ђакона и два псалмопејца. 
У 1904. години број парохијана је било 7.273 (3.709 мушкараца и 3.564 жена).

### Црква у време совјетске власти
Године 1920. особље храма чинила су два свештеника (Василије Балановски и Дмитриј Капустјански) и ђакон Автон Шкоденко.
По налогу градских власти, 1921. године, црква је затворен и оскрнављена.  Однети су сви материјални прилози, уништене црквена утвари и иконе. 
Двадесетих година 20. века храм је поново отворен; 1920-1930-их година, Љуботински Вазнесенски храм је био канонски православан и припадао је Харковској и Ахтирској епархији Руске православне цркве, на челу са свештеникиком који је 1932. године био Стефан Константинович Пивоваров, рођен 1890. године.
Председник сеоског већа је 1936. године овде основао Месни клуб са кругом политичког просвећивања (политичког образовања).

### Црква у време Другог светског рата
Немачке окупационе власти су 1941-1943. године у цркви поставиле шталу, а звоник је постао једна од осматрачница окупатора.

### Црква у послератном периоду
У послератном периоду, у цркви је радио погон индустријске фабрика у Харкову, која је производила памучну вуну. Око 1950. године, после пожара, радионица је затворена.
Године 1959.  срушена је купола храма, нешто касније разбијен је под храма од цигле, а простор храма је подељен на 2 спрата. У њему је од 1952. до 1990. године радила уљара а потом и млин.
У близини храма налазило се мало гробље, сада потпуно уништено и опљачкано. До данас је сачуван надгробни споменик пензионисаног професора Петровске пољопривредне академије А. Н. Шишкина (умрог 6. маја 1898.).

### Враћање храма верницима
Одлуком Извршног одбора од 1993. године, храм је враћен верницима, који како нису могли да га потпуно поправе, обновављају  само његов западни део, у коме је почело богослужење.  
Током 1998. године почели су радови на рестаурацији храма. Тоалет је измештен са места сахрањивања, демонтирани су помоћни објекти који су девастирали храм и котларница. На куполи је 2001. године постављен крст.
Дана 7. јула 2010. године, на празник Рођења Јована Крститеља, викар Харковске епархије архиепископ Онуфрије (Логки) освештао је храм.
Дана 11. септембра 2012. године, на дан Усековања главе пророка, Претече и Крститеља Господњег Јована, архиепископ Онуфрије је, после Литургије, освештао нова звона пре њиховог постављања на звоник.

## Архитектура
Цркве је једнобродна крстаста грађевина  са централно постављеном куполом, зидана од тврдог материјала и омалтерисана са двослојним звоником изнад припрате и фасетираном апсидом на истоку, чију карактеристику представља масивни ризалит централне фасаде који штрчи изван линије издуженог волумена наоса.
Фрескодекорација у унутрашњости цркве није сачувана. Треба истаћи визуелну поделу зидног простора вертикалним ламелама и хоризонталним међуслојним венцем, лучно профилисаним прозорским нишама на првом спрату и правоугаоним на другом, обимним архитравим порталима прозора и врата централне фасаде, високи осмоугаони светлосни добош са шлемастим завршетком и грациозни фронтони звоника крунисан високим шатором са куполом.

## Црквена школа и библиотека
У цркви Вазнесења Господњег 1846. године основана је је прва парохијска школа, у којој је 1904. године учило 27 дечака и 6 девојчица.
Потом су отворене и две земске школе које су похађали „ђаци 400 душа оба пола“.
При цркви Вазнесења Господњег  1904. године постојала је библиотека.